# Spider-Man 2: The Sinister Six
«Spider-Man 2: The Sinister Six» (рус. Человек-Паук 2: Зловещая Шестёрка (или Spider-Man 2: Enter the Sinister Six в Европе)) — видеоигра для Game Boy Color, разработанная Torus Games, изданная Activision, и выпущенная 30 мая 2001 года. Данная игра была прямым продолжением первой игры, выпущенной для Game Boy Color, являющейся портом игры Spider-Man 2000ого года и имела аналогичный формат.

## Сюжет
Доктор Осьминог похитил Тётю Мэй и снова собрал Зловещую шестёрку; Мистерио, Песочного человека, Стервятника, Скорпиона и Крэйвена. Человек-паук должен спасти Тётю Мэй и остановить зловещую шестёрку.

## Геймплей
Игрок управляет Человеком-пауком, проводя его через шесть уровней, сражаясь с различными младшими головорезами и миньонами, пока не победит злодеев в конце каждого уровня.
Человек-паук может прыгать, ударять, пинать, собирать паутину для картриджей, чтобы стрелять в паутинными-снарядами, качаться на паутине и подниматься по определённым стенам.
Дизайн каждого уровня состоит из двух этапов до третьего этапа, на которых будет битва с боссами.

### Мини-игры
Тайную мини-игру можно разблокировать на титульном экране игры. Это вариация игр Game & Watch Gallery. В данной мини-игре будет гореть огромное здание, а плюшевые медведи постоянно выпрыгивают из окна. Человек-паук и доктор Осьминог перемесщают носилки вокруг, чтобы не дать плюшевым медведям упасть и отскочить в машину скорой помощи.

## Оценки критиков
| Сводный рейтинг    | Сводный рейтинг |
| Агрегатор          | Оценка          |
| ------------------ | --------------- |
| GameRankings       | 70,29 %         |
| Иноязычные издания |                 |
| Издание            | Оценка          |
| AllGame            | [ 2 ]           |
| GamePro            | [ 3 ]           |
| GameSpot           | 6,6/10          |
| IGN                | 9/10            |

Игра была встречена с положительными отзывами, так как GameRankings дал ей оценку 70,29%.